# Vărsătura, Brăila
Vărsătura este un sat în comuna Chiscani din județul Brăila, Muntenia, România.
Între anii 1417-1829 a făcut parte din Raiaua Brăila (Kaza Ibrail) a Imperiului Otoman.
Acest sat are un port militar.

## Nume
Numele satului este datorat reliefului pe care este situat-lunca Dunării, care permite (re)vărsarea apelor Dunării în timpul inundațiilor. Aici, pe locurile mai înalte ale Vărsăturii, s-a ridicat satul, care a căpătat numele de Vărsătura. Prin îndiguirea malului, revărsarea Dunării a fost înlăturată.

## Suprafață
Suprafața Vărsăturii este în mare parte plată, cu unele dealuri și văi. Satul este înconjurat de câmpuri agricole și păduri.

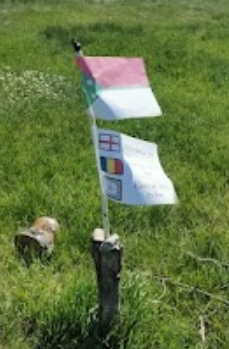
2 steaguri fluturând in partea de vest a Vărsăturii.

## Istorie
Satul a fost atașat deoarece unii oamenii își făceau terenuri.
Este menționat sub forma Wersetura în raportul locotenentului austriac Mihanovici în 1783.
La 14 decembrie 1786, când germanul Jenne își descria călătoria pe Dunăre, consemna existența satelor Chiscani și Vărsătura de lângă Brăila.
O însemnare pe un minei consemnează hirotonisirea preotului Necula în biserica de la Vărsătura în 1814.
În catagrafia serdanului Grigore Tăut, satul Vărsătura, plasa Baltă, sunt înregistrați 31 locuitori categorisiți astfel: 6 mijlocași și 25 codași. După inundațiile din 1881, satul număra 87 locuitori în 6 case și mai multe bordeie. În 1906 rămăseseră numai 20 de locuitori, majoritatea sârbi și bulgari, care se ocupau cu grădinăritul, Vărsătura fiind timp de decenii sursa principală de aprovizionare cu zarzavat a Brăilei. Erau, probabil, bulgari autentici, termenul de sârb desemnând, în genere, slavul de sud. În 1894 mai existau, din cauza inundațiilor,  doar 6 case și biserica. În dreptul acestui sat, muchea platoului dispare așa de mult, că apele găsesc loc în caz de inundații și urcă pe șoseaua Brăila-Călărași.
În secolul al 20-lea erau 20 sau 25 de case.
În anul 1947, când a existat comunismul in România, dictatorul le-a furat terenurile și animalele pe care oamenii din acel sat le avea.

După revoluție, oamenii și-au recuperat terenurile și animalele înapoi.
1. 1 2 3 4 5  „Primăria Chiscani”.